# 舘昌美
舘 昌美（たち よしみ、1973年9月19日 -）は、日本の俳優、元お笑い芸人。三重県出身。夢工房と業務提携。特技：キックボクシング、サッカー、野球。免許：大型自動二輪車。趣味：サーフィン。オリジナルビデオ『日本統一』にレギュラー出演中。

## 人物
1994年に吉本興業に入り、NSC大阪校13期生として入学。同期には次長課長、野性爆弾、ブラックマヨネーズ、徳井義実（チュートリアル）らがいる。NSC卒業後に花井章仁とお笑いコンビ「はないたち」を結成した。1997年にコンビ解散後は俳優業に転向した。
3児の父である。
的場浩司からタッチと呼ばれている。
2022年9月21日、秋元康プロデュース シングルCD 山崎一門「男の貧乏くじ」をリリースし、歌手デビュー。

## 出演

### テレビドラマ
- 世にも奇妙な物語 秋の特別編 (1997年)（1997年10月6日、フジテレビ）「無実の男」 - 警官
- 美女か野獣 STORY8「視聴率の犯罪」（2003年2月27日、フジテレビ）
- 相棒（テレビ朝日）
  - season2 第2話「特命係復活」（2003年10月15日） - 救急隊員
  - season9 第5話「運命の女性」（2010年11月24日） - 陣川の友人
  - season10 第14話「悪友」（2012年2月1日） - 三井浩治（アルトネットワーク社長）
- 仮面ライダーカブト 第48話「天道死す!!」（2007年1月14日、テレビ朝日） - ワーム
- 花嫁とパパ 第11話「娘の涙と父の涙」（2007年6月19日、フジテレビ）
- キューティーハニー THE LIVE 第13話「合コンしちゃうぞ!」（2007年12月25日、テレビ東京） - 田辺隆
- 嘘の証明 犯罪心理分析官・梶原圭子2「人間の表情や仕草から嘘を見破るプロ!夫を亡くした妻は稀代の悪女か悲劇のヒロインか?」（2013年1月9日、テレビ東京・BSジャパン） -  山梨県 安藤葡萄醸造所 安藤俊夫（※写真出演）
- 日本統一 関東編（2023年4月14日 - 、日本テレビ）[8] - 侠和会 中島勇気
  - 日本統一 東京編（2025年7月3日 - 、テレビ東京）[9]

### Vシネマ
- 大阪最強伝説 喧嘩の花道2・3（1997年4月25日・8月2日）
- 炎〜極道地獄変（1998年4月3日）
- Zero WOMAN 危ない遊戯（1998年5月1日）
- 縁切り闇稼業 シリーズ（1999年-2000年） - ヤスイサンタ（ホスト）
  - 縁切り闇稼業2 恐怖!毒殺保険金詐欺（1999年）
  - 縁切り闇稼業3 重婚詐欺の陰謀（1999年）
  - 縁切り闇稼業4 戦慄のカルト教団（2000年）
  - 縁切り闇稼業5 芸能界秘密パーティの陰謀（2000年）
- パチスロ攻略王 GET LUCK 2（2000年）
- 偽装殺人（2001年） - カネダ（中国人窃盗グループの男）
- 岸和田少年愚連隊 カオルちゃん最強伝説 シリーズ（2002年、2007年）
  - 岸和田少年愚連隊 カオルちゃん最強伝説3 EPISODE FINAL STAND BY ME（2002年） - 定（サダ）
  - 岸和田少年愚連隊 カオルちゃん最強伝説4 番長足球（2003年） - サブロウ
  - 岸和田少年愚連隊 カオルちゃん最強伝説7 女番哀歌 スケバンエレジィ（2007年） - 梅田
  - 岸和田少年愚連隊 カオルちゃん最強伝説8 中華街のロミオとジュリエット（2007年） - 梅田
- 令嬢強奪（2002年）
- 実録・最後の愚連隊（2002年） - 愚連隊
- 実録・柳川組 シリーズ（2002年）
- 修羅の血（2004年） - 極新会組員
- 死刑確定2・3・4・5（2005年-2006年） - オジマ
- 組織犯罪対策部捜査四課 通称“マルボー” 3（2006年） - チャップリン風のサンドイッチマン
- 彷徨う侠たち（2012年） - 蒼龍会組員
- 修羅の挽歌（2012年） - 台村組組員 ミカド
- 首領の道5 - 15（2012年 - 2015年） - 狩野組鶴川組若頭 室賀
- 日本犯罪史 〜飼育の罠〜（2013年） - 大阪府警 捜査一課 刑事 トクマ
- フラワー（2013年）
- 血掟 おきて（2013年） - 大輔
- 日本統一1 - （2013年 - ）- 侠和会 中島勇気
- 暴力列島（2013年） - 菊池組舎弟
- 分裂（2013年） - 龍神会小峰組若頭 笠原弘明
- 極道の紋章 外伝1（2014年） - 広島 大松一家若頭 ナガイ
- アンダーフェイス（2014年） - 関東マツバラ会組員
- 盃外交（2014年） - 澤井一家若頭 山上聡
- 最強独立組織（2014年）
- 極潰し（2014年9月5日） - ヤス（安田直哉）
- 新・極道の紋章2（2014年） - 鳴門興業若頭
- 強奪（しのぎ）6億円・・・・・（2014年） - ギンセイ会組員 宮前敬之
- 日本やくざ抗争史 首領襲撃（2014年） - 松岡組系大日本義勇団構成員
- 日本やくざ抗争史 絶縁（2014年） - 丹波組金森組若衆 鹿島秀二
- 日本やくざ抗争史 殺しの軍団（2015年） - イワサキ
- 関東極道連合会 第二章（2015年） - 新聞記者
- 仁義なきやくざ（2015年） - 桑田太郎
  - 仁義なきやくざ1（2015年7月） - 松若組渡部組若頭
  - 仁義なきやくざ2（2015年8月） - 松若組二代目渡部組組長
- 制覇（2015年） - 成瀬組若頭 横山良治
- 武闘派の道（2015年） - ヤマムラ（元暴走族）
- 若頭暗殺（2015年） - 別府会オオタ組組員 タニ（ヒットマン）
- 関東極道連合会 第五章（2015年） - 本吉会林田組若頭 ウラサワ
- 代紋の墓場2-5（2015年 - 2016年） - 天満大瀬組幹部 吉冨昭三
- 仁義のはらわた（2016年） - ゲン
- 裏社会の男たち 第三章（2016年） - 中国マフィア
- 列島分裂 東西10年戦争（2016年） - 誠心会川博組中山総業組員 高橋泰昭
- 九州極道戦争1（2016年） - 北島 山北会組員
- プラチナ代紋（2016年） - ヤマザキ
- 狂犬と呼ばれた男たち カリスマヤクザ（2017年） - 牧川組組員 オオヌマ
- 狂犬と呼ばれた男たち 大阪ヤクザ戦争（2017年） - 倭心会組員 コヌマトオル
- 裏門釈放（2017年） - 天王寺 稲村組組員
- 首都抗争（2017年） - 二代目上総組若頭 岩鼻組組長 岩鼻廉治
- 極道黙示録（2017年 - 2018年） - イツセケイゾウ
  - 極道黙示録1（2017年） - 堂念組大久保組組員
  - 極道黙示録2・3（2018年） - 堂念組二代目大久保組若頭
- 極道天下布武3,4,5（2017年 - 2018年） - 織木組信長組 池内恒興
- 極道純恋歌（2018年） - 村内会若山組若頭 荒巻
- 大激突 果てなき抗争（2018年） - 京浜連合森貞組組員
- 歌舞伎町黒社会（2019年） - ミツイ
- 疵と掟3,4,5（2019年） - 売人
- 組長への道 獅子の野望（2019年） - 神竜会黒崎組若頭
- GOKU・OH 極王（2019年） - 三代目阪田組織部組若頭 成宮勝
- 神家族 GOD FAMILY（2019年11月25日） - 手打ちそば「三軒屋」大将（凛の父）
- キングダム 〜首領になった男〜（2019年 - 2020年） - 島津組 勝矢拓三
- CONFLICT 〜最大の抗争〜 外伝 織田征仁（2019年） - 天道会柴崎組若頭 松浦竜一
- 日本統一外伝 川谷雄一（2019年） - 暴走族
- 日本統一外伝 山崎一門1,2,3,4,5,6,7,8,9（2020年 - 、ライツキューブ） - 三代目侠和会幹部 四国ブロック長 中島組組長 中島勇気
- 極道の門8（2020年） - 但馬真悟の舎弟
- 権力の階段 総理への道1,2,3（2020年） - 日本共和党 議員 松沢勇気
- 織田同志会 織田征仁（2020年 - 2022年） - 織田同志会構成員 松浦竜一（元・天道会柴崎組若頭）
- 日本統一外伝 田村悠人1,2（2020年、ライツキューブ） - 三代目侠和会幹部 四国ブロック長 中島組組長 中島勇気
- やまざきいちもん 日本統一（2023年、ライツキューブ） - 三代目侠和会幹部 四国ブロック長 中島組組長 中島勇気
- CONNECT 覇者への道（2024年） - 真道組花岡組若頭 尾上龍彦
- 日本統一外伝 中島組 四国暴力金脈（2024年） - 主演・侠和会 中島勇気

### 映画
- 日本極道史 野望の軍団（1999年1月16日） - 石井政夫
- 日本黒社会 LEY LINES（1999年5月22日）
- 皆月（1999年10月23日）
- 岸和田少年愚連隊 超特別篇 I had a dream（2000年） - 定（サダ）
- ゴジラ・モスラ・キングギドラ 大怪獣総攻撃（2001年）
- 棒 Bastoni（2002年） - 中山
- 今昔伝奇 花神 Flowers（2002年） - 金彫り
- 人斬り銀次（2003年）
- 幻覚（2005年）
- 日掛け金融地獄伝　こまねずみ常次朗（2006年） - ケーキ屋の客
- ノン子36歳（家事手伝い）（2008年） - 和人（クミコの夫）
- 呪怨 黒い少女（2009年）-真理子の夫
- CONFLICT 〜最大の抗争〜（2016年） - キョウスケ（天道会舎弟頭兵藤護の妹の夫）
- 覇王I 凶血の系譜（2006年） - 内藤新宿一家組員
- 万引き家族（2018年、是枝裕和監督）
- 大阪闇金（2021年、ライツキューブ） - 工場の専務（社長の息子）
- 劇場版 山崎一門〜日本統一〜（2022年9月23日公開[10]）[11] - 三代目侠和会幹部 四国ブロック長 中島組組長 中島勇気
- 静かなるドン（2023年5月12日） - 新鮮組幹部 宇田川[12]
- ゴーストキラー（2025年4月11日）[13]
- 田村悠人 ISOLATED（2025年6月6日） - 三代目侠和会幹部 四国ブロック長 中島組組長 中島勇気[14]

### 配信ドラマ
- TOKYOドラゴン飯店 負けるな!!琉球占い師リオちゃん! 第1話「ヤクザは怖いよ！の巻」（2020年） - 三代目侠和会幹部 四国ブロック長 中島組組長 中島勇気
- CONNECT 覇者への道（2025年） - 真道組花岡組若頭 尾上龍彦[15]

### CM
- 小林製薬「ハナノア」（2025年）

### テレビ番組
- わたしが子どもだったころ（NHK）[3]ドラマパート
- 日本歴史ミステリー おんな北斎 天才の陰に隠された娘の感動記（2010年2月7日、日本テレビ）ドラマパート

### 舞台
- 午後の遺言状

### MV
- NEO JAPONISM「Buster Buster」（2021年） - 山神組組員

## CD
シングル
- 山崎一門「男の貧乏くじ」（2022年9月21日、キングレコード）秋元康プロデュース
- 山崎一門「KOBUSHI」（2023年5月24日、キングレコード）